# مریم زندی
مریم زندی (زاده ۲۰ دی ۱۳۲۵ در گرگان) عکاس ایرانی، با مدرک حقوق و علوم سیاسی از دانشکده حقوق و علوم سیاسی دانشگاه تهران است.
او پس از دریافت جایزه نخست، از مسابقه سراسری عکاسی که وزارت فرهنگ و هنر در سال ۱۳۴۸  برگزار کرده بود، عکاسی را به عنوان حرفه اصلی خود انتخاب کرد.
مریم زندی در سال ۱۳۵۰ در سازمان رادیو تلویزیون ملی ایران بعنوان عکاس استخدام شد و در سال ۱۳۶۲ به بهانه عکاسی از زنان معترض به حجاب اجباری در سال ۱۳۵۸ بازخرید شد و از آن هنگام بصورت عکاسی مستقل به فعالیت خود ادامه داده است.
زندی، طی حدود ۳۵ سال، مجموعه منحصر به فردی از پرتره اشخاص مشهور ایران در زمینه‌های گوناگون هنری و سیاست را عکاسی کرد که تعدادی از این پرتره ها را در پنج جلد کتاب بنام چهره‌ها منتشر شده است.
مریم زندی تاکنون چهارده کتاب منتشرشده در زمینه عکاسی دارد. 
او عضو هیات موسس و نخستین رئیس  انجمن ملی عکاسان ایران و عضو افتخاری انجمن عکاسان میراث فرهنگی ایران است.
مریم زندی در سال ۱۳۸۹ بخاطر تلاشش برای احقاق حقوق عکاسان و در سال ۱۳۹۳ به خاطر ایستادگی برای چاپ بدون سانسور کتاب انقلاب ۱۳۵۷ از طرف جشنواره ی مستقل "شید" به عنوان عکاس تاثیر گذار و جریان‌ساز سال شناخته شد.

## آثار
- ترکمن و صحرا، مجموعه عکس سیاه و سفید، ۱۳۶۲، تهران، ناشر: مؤلف.
- تک چهره نویسندگان در کتاب آنتولوژی داستان‌نویسی در ایران از ۱۹۲۱ تا ۱۹۹۱، انتشارات میج، واشینگتن، ۱۹۹۱.
- چهرها (۱)، سیمایی از ادبیات معاصر ایران، مجموعه عکس (پرتره سیاه و سفید)، ۱۳۷۲، تهران و چاپ دوم ۱۳۷۷، ناشر: مؤلف.
- چهرها (۲)، سیمایی از نقاشان معاصر ایران، مجموعه عکس (پرتره سیاه و سفید)، ۱۳۷۳، تهران، ناشر: مؤلف.
- چهرها (۳)، سیمایی از هنرمندان سینما و تئاتر معاصر ایران، مجموعه عکس (پرتره سیاه و سفید)، ۱۳۷۶ تهران، ناشر: مؤلف.
- عکاشی (نقاشی روی عکس)، کار مشترک با ابراهیم حقیقی، رنگی، ۱۳۸۰، تهران، ناشر: نشر هفت رنگ.
- چهرها (۴)، سیمایی از ادبیات معاصر ایران، جلد دوم، مجموعه عکس (پرتره سیاه و سفید)، ۱۳۸۳، تهران، ناشر: مؤلف و نشر هفت رنگ.
- ایران! گل محبوب من!، مجموعه عکس گل و طبیعت ایران، رنگی، ۱۳۸۵، تهران، ناشر: نشر نظر.
- چهرهای معماران ایران، جلد اول، سیاه و سفید، ۱۳۸۶، تهران، ناشر: نشر نظر و انجمن مفاخر معماری ایران.
- آبی با خط قرمز، مجموعه عکس رنگی، ۱۳۸۷، تهران، ناشر: نشر نظر.
- انقلاب ۵۷، مجموعه عکس سیاه و سفید ۱۳۹۳، تهران، ناشر نشر نظر.
- چهره های (۵)، سیمایی از هنرمندان موسیقی معاصر ایران، مجموعه عکس، سیاه و سفید،۱۳۹۶ تهران، ناشر: مولف
- دلم برای اقای داگر می سوزد، مجموعه شعر، ۱۳۹۷تهران ، ناشر مولف
- گیسوانم در باد، مجموعه عکس، سیاه و سفید ۱۳۹۷تهران ، ناشر نشرنظر
- حکومت ۵۸، مجموعه عکس ،سیاه و سفید  ۱۳۹۸ تهران ، ناشر نشر نظر و مریم زندی
- چاپ و نشر انواع کارت پستال و تقویم در زمینه‌های گوناگون از سال ۱۳۷۹.

## نمایشگاه‌ها

### انفرادی
- ۱۳۵۲ سیاه و سفید، تالار قندریز، تهران
- ۱۳۵۳ بازیهای آسیایی، عکس‌های رنگی، تالار قندریز
- ۱۳۵۷ زن همگام انقلاب، دانشکده هنرهای زیبا، تهران
- ۱۳۵۸ صورت و سنت در ترکمن صحرا، عکسهای رنگی موزه نگارستان، تهران
- ۱۳۶۸ چهره‌هایی از ادبیات معاصر ایران، تهران
- ۱۳۷۱ چهره‌های ادبیات معاصر ایران، دانشگاه جرج واشینگتن، واشینگتن، آمریکا
- ۱۳۷۲ چهره‌های نقاشان معاصر ایران، نگارخانه برگ، تهران
- ۱۳۷۴ چهره تازه‌ای از ایران، گالری عکس سنت‌اتین
- ۱۳۷۴ نقاشی روی عکس، کار مشترک با ابراهیم حقیقی، گالری گلستان، تهران
- ۱۳۷۷ منتخب پرتره‌ها، گالری گلستان، تهران
- ۱۳۷۷ نگاهی دیگر به طبیعت، گالری ۷ثمر، تهران
- ۱۳۸۱ شیشه و رنگ، آثار شیشه‌ای گالری گلستان، تهران
- ۱۳۸۲ شیشه و رنگ، آثار شیشه‌ای گالری گلستان، تهران
- ۱۳۸۶ عکسها، گالری دی، تهران
- ۱۳۸۷ افغانستان و بادام تلخ چشمهایش، گالری دی، تهران
- ۱۳۸۸ نمایشگاه عکس، گالری گلستان، تهران
- ۱۳۹۰ مائده‌های زمینی، (به مناسبت سیزدهمین سال تقویم مائده‌های ایرانی) گالری ۶ تهران
- ۱۳۹۱ کلاغها نمایشگاه عکس گالری گلستان، تهران
- ۱۳۹۲ شیشه و رنگ، (آثار شیشه ای)، گالری گلستان، تهران
- ۱۳۹۴ گلها ، نمایشگاه عکس گالری گلستان ، تهران

### گروهی
- ۱۳۵۵ سیاه و سفید، پنتاکس گالری، لندن
- ۱۳۵۷ گزارشی از انقلاب، باغ فردوس - وزارت کار، تهران
- ۱۳۶۰ کودک، ایمان، رهایی، نمایشگاه جهانی عکس موزه هنرهای معاصر تهران، تهران
- ۱۳۶۹ چهره‌پردازی، موزه هنرهای معاصر تهران، تهران
- ۱۳۷۰ چهارمین نمایشگاه سالانه عکاسی ایران، موزه هنرهای معاصر تهران، تهران